# Marie-Madeleine Fourcade
Marie-Madeleine Fourcade (8 de noviembre de 1909- París, 20 de julio de 1989) fue durante la Segunda Guerra Mundial en Francia, responsable de la red de resistencia Alliance tras la detención del jefe de la red, Georges Loustaunau-Lacau. 

## Juventud
Nacida como Marie-Madeleine Bridou en Marsella, en Bouches-du-Rhône, creció y asistió a escuelas de monjas en Shanghái, donde su padre tenía un puesto en el servicio marítimo francés. Se casó joven, con el futuro coronel Édouard Méric. Tuvieron dos hijos, pero la pareja se separó y ella no visitaba a sus hijos durante años. En 1936, Fourcade conoció e impresionó al ex oficial de inteligencia militar francés, el mayor Georges Loustaunau-Lacau, nombre en clave "Navarra".

## En la resistencia
Fourcade trabajó con Navarra en su revista L'ordre national, una publicación de espionaje. Navarra creía que el espionaje era crucial en el esfuerzo bélico. Navarra reclutó a Fourcade para una red de espías y para trabajar en L'ordre national. Ella apenas tenía 30 años en ese momento. Su primera misión para Navarra fue crear secciones de la Francia desocupada, luego reclutar y asignar un agente a estas secciones. Esta red se convirtió en la "Alianza" (más tarde llamada "Arca de Noé").
En julio de 1941, poco más de un año después de la invasión alemana, Navarra fue arrestado y condenado a dos años de prisión. Había elegido a Fourcade para liderar el movimiento que había iniciado. Un ejemplo de su éxito en el espionaje fue a través de su agente Jeannie Rousseau, quien convenció a un oficial de la Wehrmacht para que dibujara un cohete y una estación de pruebas en Peenemünde, revelando así el programa de cohetes V2 a los aliados. Cuando la parte de Francia gobernada por Vichy también fue ocupada por Alemania, Fourcade pasó meses huyendo mientras se movía de ciudad en ciudad para evitar ser detectada. Durante este tiempo, dio a luz a su tercer hijo. El niño, un varón, tuvo que ser escondido en una casa segura. En julio de 1943 partió hacia Londres, donde trabajó con la inteligencia británica, particularmente a través de su amigo el comandante. Kenneth Cohen, oficial del MI6 a cargo de la inteligencia francesa. Si bien quería regresar a Francia, sus oficiales de control la obligaron a permanecer en Inglaterra hasta julio de 1944, cuando finalmente se le permitió regresar a Francia para unirse a sus agentes en el campo y logró evitar la captura.
En 1945, crea y asume la presidencia de la Asociación de Amistad Alliance. Se encarga a partir de ese momento del reconocimiento de sus 3.000 agentes, supervivientes o desaparecidos, así como de la obra social y de la publicación del "memorial de la Alliance" dedicado a los 429 muertos de la red. Publicado en 1968 con el título de "El Arca de Noé", el historial de la red es muy novelesco.

## Actividades post-bélicas
Fourcade se hizo cargo de 3.000 agentes de la resistencia y supervivientes, así como de las obras sociales y de la publicación del Mémorial de l'Alliance , dedicado a los 429 muertos del grupo de resistencia. A pesar de su posición de alto perfil en la resistencia francesa, siendo la líder de la red de espías más antigua, Charles de Gaulle no la incluyó entre las 1.038 personas que designó héroes de la resistencia (que incluían sólo a 6 mujeres en total). Curiosamente no recibió la Orden de la Liberación, aunque sí su marido Édouard Méric.
Preside el Comité de Acción de la Resistencia desde diciembre de 1962 así como el jurado de honor de Maurice Papon en 1981. Casada en segundas nupcias, madre de cinco hijos, comendadora de la Legión de Honor, vicepresidenta de la Unión Internacional de la Resistencia y de la Deportación desde 1960 y de la asociación nacional de condecorados de la Resistencia (desde 1947), miembro de la LICRA, Marie-Madeleine Fourcade es representante en la Asamblea de las Comunidades Europeass (1981-1982) y preside en 1982 la Defensa de los intereses de Francia en Europa. Sus últimas luchas fueron el tratar de solucionar la crisis libanesa y el proceso a Klaus Barbie en Lyon.
Murió en el Hospital Militar de Val-de-Grâce. El gobierno y los pocos supervivientes de la red le rindieron un excepcional homenaje el 26 de julio durante sus honras fúnebres en la iglesia de San Luis de Los Inválidos y su entierro en el Cementerio de Père-Lachaise en París.

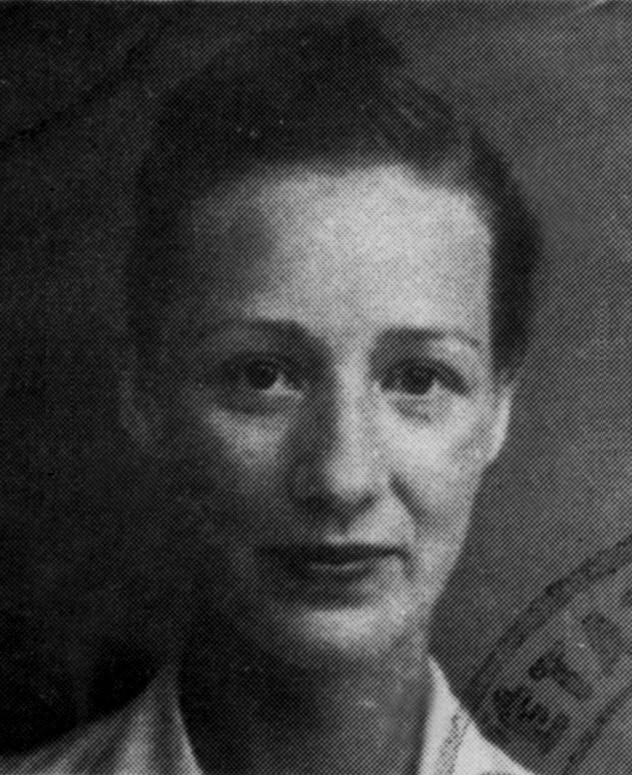
Fotografía de un carnet de identidad falso usado por Marie-Madeleine Fourcade durante sus operaciones de resistencia.